# Радотина
Ра̀дотина е село в Западна България. То се намира в Община Ботевград, Софийска област.

## География
Селото е разположено в западната част на Ботевградската котловина. То се намира на 1 km от подножието на най-висока част на Ржана планина, от двете страни на р. Рударка, на 17 km от общинския център Ботевград и на 83 km от столицата София. Надморската височина на селото е 500 m. То се намира на алтернативен път Ботевград – Мездра, който се ползва при проблеми с основния през Скравена – Новачене. Съседните села са Краево – 2 km на запад, Рашково – 3 km на север, Литаково – 8 km на юг и Гурково – 6 km на югоизток.

## История
По поречието на р. Бабина се развива тракийско селище. През римската епоха в района се преработва руда. Запазени са писмени сведения за Радотин от началото на XVII век, в които се споменава, че е феодално владение. В частично запазен регистър на войнуци от Врачански, Плевенски и други райони се споменава като спадащо към Ивраджа.
От средата на XVIII век в радотинското землище започват да се заселват и на държавна земя. През 1803 г. султан Селим III издава ферман, с който живеещото разпръснато население трябва да се събере в пределите на едно селище. През 1825 г. в Радотина започва да работи „виднята“ на Димитраки Хаджитошев за преработка на руда.
В 1865 г. се открива училище в къщата на Драган Илиев, което се издържа от чорбаджиите и по-заможните селяни. Те активно участват в националноосвободителните борби. Събират средства за комитетската мрежа, по-късно се записват и в Опълчението.
След Освобождението в Радотина съществуват седем грънчарски работилници, две мутафчийници, три тепавици, две железаро-ковашки работилници, две даракчийници, бозаджийница и др. Развиват се кираджийството и търговията. По сведения от 1895 г. броят на населението е 1096 души. В 1896 г. в селото е построена и изографисана църквата „Св. св. Кирил и Методий“. През 1921 г. отваря врати прогимназия, в която учат деца и от Краево и Рашково. В 1925 г. е открит редовен лекарски участък.
При преброяването на населението през 1934 г. в селото живеят 1148 души. Те са обособени в 270 домакинства. Общата мера възлиза на 19807,2 декара. Населението отглежда най-вече едър рогат добитък. В края на 1920-те и началото на 1930-те години в Радотина има две кооперации – кредитна и потребителска. През 1930 г. по настояване на местните хора и с тяхна помощ е поставено началото на строителство на водопровод. Започва да се прилага заснетия и утвърден същата година регулационен план на селото.
Отворени са нови улици, а старите са изправени и разширени. През 1927 г. е открита телефонна линия. В края на 1940-те години препитание осигуряват както земеделието и животновъдството, така и функциониращите мелница, содолимонадена фабрика, кръчма, касапница и два дараци.
Към декември 1954 г. населението наброява 840 души. През 1950-те години е открита лятна детска градина.

## Културни и природни забележителности
Празникът на селото (съборът) се прави на Панталей, което се пада през месец август.

## Други
В селото е имало помощно училище за деца с увреждания „Св. св. Кирил и Методий“, което вече е закрито.
Връх Радотина на Антарктическия полуостров е наименуван на село Радотина.

## Личности
Родени в Радотина
- Костад. п. Георгиев, български революционер от ВМОРО, четник на Иван Наумов Алябака[5]